# تروباخ
تروباخ (به آلمانی: Treubach) یک منطقهٔ مسکونی در اتریش است که در برونو آم این واقع شده‌است. تروباخ ۱۳٫۰۵ کیلومتر مربع مساحت دارد ۴۱۷ متر بالاتر از سطح دریا واقع شده‌است.